# Lenešice
Lenešice település Csehországban, Lounyi járásban. Lenešice Raná, Postoloprty, Louny, Břvany és Dobroměřice településekkel határos. Lakosainak száma 1409 fő (2024. január 1.).

## Népesség
A település lakosságának változását az alábbi diagram mutatja:
| Lakosok száma | 882  | 1856 | 2141 | 1779 | 1379 | 1401 | 1488 | 1432 | 1366 | 1409 |
|               | 1869 | 1900 | 1921 | 1961 | 1980 | 2011 | 2016 | 2019 | 2021 | 2024 |